# اکراس رخ‌سفید
اکراس رخ‌سفید (نام علمی: Plegadis chihi) نام یک گونه از سرده داسی‌ها است.